# Abasig-Matogdon Mananap Natural Biotic Area
Das Abasig-Matogdon Mananap Natural Biotic Area liegt in der Bicol-Region, auf der Insel Luzon, Philippinen. Es wurde am 31. Mai 2000 auf einer Fläche von 5420 Hektar in der Provinz Camarines Norte auf dem Gemeindegebiet von San Lorenzo Ruiz, Labo,  San Vicente etabliert und wurde nach den Richtlinien des NIPAS-Gesetzes 7586 eingerichtet.
Das Naturschutzgebiet liegt ca. 300 km südöstlich von Manila und ca. dreißig Kilometer von der Provinzhauptstadt Daet entfernt, rund um den Vulkan Labo in der Provinz. Es umfasst größere Regenwaldbestände in der Provinz, die ca. 497 km² im Naturschutzgebiet umfassen. Der Labo erreicht im Naturschutzgebiet maximale Höhe von 1.539 Meter über dem Meeresspiegel. Das Klima in dem Gebiet ist tropisch schwülwarm ohne eine ausgeprägte Trockenperiode, die trockensten Monate sind von November bis April. Im Gebiet des Naturschutzgebietes liegen zahlreiche Thermalquellen, die seit 1982 für die Energieerzeugung genutzt werden.
Das Naturschutzgebiet beherbergt ein weites Spektrum der Flora und Fauna der Philippinen. An den flacheren Berghängen stehen intensive Flachlandregenwälder, die jedoch von den 1960er bis 1980er Jahren einer starken forstwirtschaftlichen Nutzung unterlagen. Ab ca. 1.000 Meter schließen sich Bergregenwälder an, die bis in die Gipfelregion reichen. Von der Avifauna sind Beobachtungen der Blutschwingen-Fruchttaube (Ptilinopus marchei) und des Goldfischers (Ceyx melanurus) bekannt. An Reptilien kommen in dem Gebiet der Grays Waran (Varanus olivaceus) und die Philippinische Segelechse (Hydrosaurus pustulatus) vor.

## Quelle
- BirdLife International: Mount Labo. Abgerufen am 17. Januar 2022.
- Das Naturschutzgebiet auf der Seite des PAWB (Protected Areas and Wildlife Bureau)